# Convento de San Gil (Madrid)
Para el de Toledo, véase Convento de San Gil (Toledo).
El Real Convento de San Gil de Madrid, España, fue fundado por Felipe III en 1606, sobre la antigua iglesia del mismo nombre, como un convento franciscano.

## Historia
Tras la instalación de la Corte en Madrid, Felipe III decidió fundar un convento de franciscanos descalzos o gilitos. Para ello eligió la parroquia de San Gil, que sustituyó a la iglesia de San Miguel de la Sagra, por ser la parroquia de palacio y estar próxima al Alcázar y se encargó la obra al arquitecto Juan Gómez de Mora. El convento albergó el corazón y las vísceras de Luis I de España, en aplicación del Mos Teutonicus, y como fue tradicional para otros miembros de la realeza española desde a llegada al trono de Felipe V que importó esta costumbre.
El convento fue derribado durante la invasión francesa debido a la exclaustración ordenada por José Bonaparte y desapareció casi por completo con la creación de la Plaza de Oriente. 
Hasta ese momento, fue la sede de la Orden de Carlos III. Actualmente se pueden contemplar parte de los techos abovedados en el Café de Oriente, cuyo restaurante se asienta sobre los restos.